# Conclave del 1534
Il conclave del 1534 venne convocato a seguito della morte di papa Clemente VII e si concluse con l'elezione di papa Paolo III.

## I cardinali elettori
Alla morte di Clemente VII i cardinali elettori erano 46. Al conclave ne parteciparono 35, e di questi 25 erano italiani. Furono invece 11 i cardinali che non parteciparono al conclave, tutti stranieri.

## Il conclave

### Le posizioni
Il conclave iniziò l'11 ottobre e durò solo due giorni, un caso eccezionale all'epoca. Secondo lo storico tedesco Ludwig von Pastor, tre erano i partiti che si contendevano il trono papale:
- il partito degli italiani, composto da 10 cardinali (Pucci, Salviati, Ridolfi, Medici, Cibo, Spinola, Grimaldi, Cupis, Cesi e Doria), che sosteneva il vice cancelliere Ippolito de' Medici;
- il partito favorevole alla corona francese, composto dai sei cardinali francesi e da cinque italiani (Trivulzio, Sanseverino, Pisani, Gaddi e Palmieri): essi sostenevano il cardinale François de Tournon;
- il partito favorevole alla causa imperiale, composto dai cardinali spagnoli e tedeschi e da otto italiani (Piccolomini, Cesarini, Clesio, Vincenzo Carafa, Ercole Gonzaga, Campeggio, Grimani e Accolti).

Sono considerati indipendenti e neutrali i cardinali Farnese, Ferreri e Cornaro.

### Votazioni
Solo il giorno successivo a quello dell'apertura ci fu la prima votazione. Il cardinale Jean de Lorraine, a nome del re francese, propose ufficialmente la candidatura di Alessandro Farnese; questa iniziativa ottenne subito l'appoggio del Trivulzio, il leader degli italiani pro-francesi, e di Ippolito de' Medici, leader del partito degli italiani. Ben presto anche il partito imperiale si aggregò e così già nella serata del 12 ottobre era chiaro che il Farnese sarebbe stato eletto da quasi tutta l'assemblea cardinalizia, per la sua indipendenza ed anche per una certa autorità, che il porporato che si era acquisita dopo più di 40 anni di appartenenza al Sacro Collegio. Il 13 ottobre la sua elezione fu unanime. Fu incoronato il 3 novembre successivo.

### Presenti in conclave
| Nome                                      | Paese                           | Titolo                                                                                  | Ruolo | Nascita    | Concistoro |
| ----------------------------------------- | ------------------------------- | --------------------------------------------------------------------------------------- | --- | ---------- | ---------- |
| Alessandro Farnese                        | Stato Pontificio                | Cardinale Vescovo di Ostia e Velletri; eletto papa                                      | Decano del Collegio Cardinalizio; Arciprete della Basilica di San Giovanni in Laterano; Vescovo di Parma; Governatore di Velletri; Amministratore apostolico di Saint-Pons-de-Thomières                                            | 29/02/1468 | 20/09/1493 |
| Agostino Spinola                          | Repubblica di Genova            | Cardinale presbitero di Sant'Apollinare alle Terme Neroniane-Alessandrine               | Camerlengo di Santa Romana Chiesa; Amministratore apostolico di Savona-Noli | 1482       | 03/05/1527 |
| Ercole Gonzaga                            | Marchesato di Mantova           | Cardinale diacono e presbitero di Santa Maria Nuova                                     | Vescovo di Mantova | 1505       | 03/05/1527 |
| Marino Grimani                            | Repubblica di Venezia           | Cardinale presbitero di San Marcello                                                    | Amministratore apostolico di Ceneda, Concordia e di Città di Castello | 1488       | 03/05/1527 |
| Innocenzo Cybo                            | Repubblica di Genova            | Cardinale diacono di Santa Maria in Domnica                                             | Arcivescovo metropolita di Genova; Amministratore apostolico di Torino; Legato pontificio a Bologna | 25/08/1491 | 23/09/1513 |
| Louis de Bourbone-Vendôme                 | Regno di Francia                | Cardinale presbitero di Santa Sabina                                                    | Vescovo di Laon; Amministratore apostolico di Le Mans; Abate commendatario di Saint Denis e di Ainay | 02/01/1493 | 01/07/1517 |
| Giovanni Piccolomini                      | Repubblica di Siena             | Cardinale vescovo di Porto e Santa Rufina                                               | Sottodecano del Collegio cardinalizio; Amministratore apostolico dell'Aquila | 09/10/1475 | 01/07/1517 |
| Giovanni Domenico de Cupis                | Stato Pontificio                | Cardinale vescovo di Sabina e Cardinale presbitero di San Lorenzo in Lucina             | Vescovo di Nardò; Amministratore apostolico di Trani, Macerata, Adria e di Montepeloso | 1493       | 01/07/1517 |
| Antonio Sanseverino, O.S.Io.Hieros        | Regno di Napoli                 | Cardinale presbitero di Santa Maria in Trastevere                                       | Arcivescovo metropolita di Taranto | 1477       | 21/11/1527 |
| Gianvincenzo Carafa                       | Regno di Napoli                 | Cardinale presbitero di Santa Pudenziana                                                | Amministratore apostolico di Anglona | 1477       | 21/11/1527 |
| Bonifacio Ferrero                         | Ducato di Savoia                | Cardinale vescovo di Palestrina                                                         | Vescovo emerito di Vercelli | 1476       | 01/07/1517 |
| Andrea Matteo Palmieri                    | Regno di Napoli                 | Cardinale presbitero di San Clemente                                                    | Camerlengo del Collegio Cardinalizio; Amministratore apostolico di Lucera | 10/08/1493 | 03/05/1527 |
| Benedetto Accolti                         | Repubblica di Firenze           | Cardinale presbitero di Sant'Eusebio                                                    | Vescovo di Cremona; Arcivescovo metropolita di Ravenna; Amministratore apostolico di Bovino e di Policastro | 24/10/1497 | 03/05/1527 |
| Girolamo Grimaldi                         | Repubblica di Genova            | Cardinale diacono di San Giorgio in Velabro                                             | Amministratore apostolico di Brugnato, Venafro, Bari e Canosa e di Strongoli; | 1490       | 21/11/1527 |
| Francisco de los Ángeles Quiñones, O.F.M. | Regno di Castiglia e León       | Cardinale presbitero di Santa Croce in Gerusalemme                                      | Vescovo di Coria | 1475       | 07/12/1527 |
| Francesco Corner                          | Repubblica di Venezia           | Cardinale presbitero di San Ciriaco alle Terme Diocleziane                              | Arciprete della Basilica di San Pietro in Vaticano | 1478       | 20/12/1527 |
| Matthäus Lang von Wellenburg              | Principato vescovile di Augusta | Cardinale diacono di Sant'Angelo in Pescheria                                           | Arcivescovo metropolita di Salisburgo; Vescovo di Cartagena | 1468       | 10/03/1511 |
| Girolamo Doria                            | Repubblica di Genova            | Cardinale diacono Pro hac vice di San Tommaso in Parione                                | Amministratore apostolico di Tarragona e di Noli | 1495       | 10/01/1529 |
| Ippolito de' Medici                       | Ducato di Urbino                | Cardinale presbitero di San Lorenzo in Damaso                                           | Vice-Cancelliere di Santa Romana Chiesa; Legato pontificio a Perugia e in Umbria; Arcivescovo metropolita di Avignone; Amministratore apostolico di Monreale; Abate commendatario dei Santi Vincenzo ed Anastasio alle Tre Fontane | 10/03/1511 | 10/01/1529 |
| François de Tournon, C.R.S.A.             | Regno di Francia                | Cardinale presbitero dei Santi Marcellino e Pietro                                      | Arcivescovo metropolita di Bourges; Abate commendatario di Chaise-Dieu e di Saint-Germain-des-Prés | 1489       | 09/03/1530 |
| Lorenzo Campeggi                          | Ducato di Milano                | Cardinale vescovo di Albano                                                             | Prefetto del Supremo Tribunale della Segnatura Apostolica; Amministratore apostolico di Salisbury, di Parenzo e Candia | 07/11/1474 | 01/07/1517 |
| Antonio Pucci                             | Repubblica di Firenze           | Cardinale presbitero dei Santi Quattro Coronati                                         | Penitenziere Maggiore; Vescovo di Pistoia e di Vannes | 08/10/1484 | 22/09/1531 |
| Esteban Gabriel Merino                    | Regno di Castiglia e León       | Cardinale presbitero dei Santi Giovanni e Paolo                                         | Patriarca titolare delle Indie occidentali; Vescovo di Jaén | 1472       | 21/02/1533 |
| Jean Le Veneur                            | Regno di Francia                | Cardinale presbitero di San Bartolomeo all'Isola                                        | Vescovo di Lisieux; Grande elemosiniere di Francia; Abate commendatario di Lonlay, Les Préaux, Mont-Saint-Michel, La Vieille-Lyre e di Notre-Dame du Bec                                                                           | 1473       | 07/11/1533 |
| Odet de Coligny de Châtillon              | Regno di Francia                | Cardinale diacono dei Santi Sergio e Bacco                                              | Amministratore apostolico di Tolosa | 10/07/1517 | 07/11/1533 |
| Philippe de la Chambre, O.S.B.            | Ducato di Savoia                | Cardinale presbitero dei Santi Silvestro e Martino ai Monti                             | Abate commendatario di Saint-Pierre de Corbie e di Saint-Magloire de Léhon | 1490       | 07/11/1533 |
| Niccolò Gaddi                             | Repubblica di Firenze           | Cardinale diacono di San Teodoro                                                        | Vescovo di Fermo; Amministratore apostolico di Cosenza e di Sarlat | 1499       | 03/05/1527 |
| Bernardo Clesio                           | Principato vescovile di Trento  | Cardinale presbitero di Santo Stefano al Monte Celio                                    | Principe-vescovo di Trento | 11/03/1485 | 09/03/1530 |
| Paolo Emilio Cesi                         | Stato Pontificio                | Cardinale diacono di Sant'Eustachio (diaconia)                                          | Arciprete della Basilica Liberiana di Santa Maria Maggiore; Amministratore apostolico di Cervia, di Civita Castellana e di Orte | 1482       | 01/07/1517 |
| Alessandro Cesarini                       | Stato Pontificio                | Cardinale diacono di Santa Maria in Via Lata                                            | Amministratore apostolico di Pamplona, Locri e di Otranto | 1475 ca.   | 01/07/1517 |
| Giovanni Salviati                         | Repubblica di Firenze           | Cardinale diacono dei Santi Cosma e Damiano                                             | Amministratore apostolico di Ferrara, Teano, Santa Severina e di Bitetto; Abate commendatario di Saint-Sauveur de Redon | 24/03/1490 | 01/07/1517 |
| Niccolò Ridolfi                           | Repubblica di Firenze           | Cardinale diacono di Santa Maria in Cosmedin                                            | Prevosto di Santo Stefano di Prato; Amministratore apostolico di Vicenza, Salerno e di Imola | 16/07/1501 | 01/07/1517 |
| Agostino Trivulzio                        | Ducato di Milano                | Cardinale diacono di Sant'Adriano al Foro                                               | Amministratore apostolico di Tolone e di Bayeux; Abate commendatario di Saint-Victor de Marseille | 27/09/1485 | 01/07/1517 |
| Francesco Pisani                          | Repubblica di Venezia           | Cardinale presbitero di San Marco; Cardinale diacono di Santa Maria in Portico Octaviae | Vescovo di Treviso; Amministratore apostolico di Cittanova | 1494       | 01/07/1517 |

### Assenti in conclave
| Nome                                            | Paese                     | Titolo                                                     | Ruolo | Nascita    | Concistoro |
| ----------------------------------------------- | ------------------------- | ---------------------------------------------------------- | --- | ---------- | ---------- |
| Alfonso d'Aviz                                  | Regno del Portogallo      | Cardinale diacono di Santa Lucia in Septisolio             | Vescovo di Évora; Arcivescovo metropolita di Lisbona | 23/04/1509 | 01/07/1517 |
| François Guillaume de Castelnau-Clermont-Ludève | Regno di Francia          | Cardinale vescovo di Frascati                              | Arcivescovo metropolita di Auch; Legato apostolico di Avignone; Vescovo di Agde; Abate commendatario di Notre-Dame de Bonneval                                        | 1480       | 29/11/1503 |
| Antoine Duprat                                  | Regno di Francia          | Cardinale presbitero di Sant'Anastasia                     | Abate commendatario di Fleury e di Notre-Dame de Candeil; Amministratore apostolico di Albi e di Meaux; Arcivescovo metropolita di Sens                               | 17/01/1463 | 21/11/1527 |
| Albrecht von Brandenburg-Hohenzollern           | Marca di Brandeburgo      | Cardinale presbitero di San Pietro in Vincoli              | Arcivescovo metropolita di Magdeburgo; Primate di Germania e Legatus natus a Magdeburgo; Arcivescovo metropolita di Magonza; Amministratore apostolico di Halberstadt | 28/06/1490 | 24/03/1518 |
| Giovanni di Lorena                              | Regno di Francia          | Cardinale diacono di Sant'Onofrio                          | Principe-Vescovo di Metz; Abate commendatario di Cluny; Abate commendatario di Gorze; Amministratore apostolico di Toul, Therouannè, Narbona, Reims                   | 09/04/1498 | 28/05/1518 |
| Eberhard von der Mark                           | Sacro Romano Impero       | Cardinale presbitero di San Crisogono                      | Principe-vescovo di Liegi; Arcivescovo metropolita di Valencia | 31/05/1472 | 09/08/1520 |
| Louis de Gorrevod de Challand                   | Ducato di Savoia          | Cardinale presbitero di San Cesareo in Palatio             | Vescovo emerito di Bourg-en-Bresse | 1473       | 09/03/1530 |
| Juan García Loaysa, O.P.                        | Regno di Castiglia e León | Cardinale presbitero di Santa Susanna                      | Vescovo di Sigüenza | 1478       | 09/03/1530 |
| Íñigo López de Mendoza y Zúñiga                 | Regno di Castiglia e León | Cardinale presbitero Pro hac vice di San Nicola in Carcere | Vescovo di Burgos | 1498       | 09/03/1530 |
| Alfonso Manrique de Lara                        | Regno di Castiglia e León | Cardinale presbitero dei Santi XII Apostoli                | Arcivescovo metropolita di Siviglia; Inquisitore generale di Spagna                                                                                                   | 1471       | 21/02/1531 |
| Juan Pardo de Tavera                            | Regno di Castiglia e León | Cardinale presbitero di San Giovanni a Porta Latina        | Arcivescovo metropolita di Toledo; Primate di Spagna; Presidente del Consiglio di Castiglia                                                                           | 26/05/1472 | 21/02/1531 |
| Claude de Longwy de Givry                       | Franca Contea             | Cardinale presbitero di Sant'Agnese in Agone               | Vescovo di Langres; Amministratore apostolico di Poitiers, Saint-Sever                                                                                                | 1481       | 07/11/1533 |